# The World Moves On
The World Moves On is een Amerikaanse dramafilm uit 1934 onder regie van John Ford. De film werd destijds in Nederland uitgebracht onder de titel De wereld gaat verder.

## Verhaal
De Franse familie Girard en de Engelse familie Warburton wonen thans in Louisiana. Door een huwelijk vormen ze vanaf 1825 een alliantie. Beide families spelen een belangrijke rol in de Amerikaanse katoenindustrie. Jaren later beslissen enkele zoons zich af te splitsen om hun bedrijf uit te bouwen in Europa. Tijdens de Eerste Wereldoorlog staan leden van de beide families tegenover elkaar aan het front.

## Rolverdeling
| Acteur            | Personage                                               |
| ----------------- | ------------------------------------------------------- |
| Madeleine Carroll | Mevrouw Warburton (1825) / Mary Warburton Girard (1914) |
| Franchot Tone     | Richard Girard (1825) / Richard Girard (1914)           |
| Reginald Denny    | Erik von Gerhardt                                       |
| Sig Ruman         | Baron von Gerhardt                                      |
| Louise Dresser    | Barones von Gerhardt                                    |
| Raul Roulien      | Carlos Girard (1825) / Henri Girard (1914)              |
| Stepin Fetchit    | Dixie                                                   |
| Lumsden Hare      | Gabriel Warburton (1825) / John Warburton (1914)        |
| Dudley Digges     | Mijnheer Manning                                        |
| Frank Melton      | John Girard (1825)                                      |
| Brenda Fowler     | Agnes Girard (1825)                                     |
| Russell Simpson   | Notaris (1825)                                          |
| Walter McGrail    | Duellist (1825)                                         |
| Marcelle Corday   | Mevrouw Girard II (1914)                                |
| Charles Bastin    | Jacques Girard (1914)                                   |